# La stufa
La stufa (Femme nue devant une salamandre o La Salamandre) è un dipinto a tempera del pittore svizzero Félix Vallotton, realizzato nel 1900 e conservato in una collezione privata in Svizzera.

## Descrizione
Il quadro raffigura una donna nuda (un soggetto assai presente nelle tele dell'artista) di schiena, seduta su una coperta azzurra e accovacciata davanti a una stufetta in funzione. Infatti, il titolo originale, La Salamandre, deriva da una marca di stufe allora in commercio. Sopra la stufa sono presenti vari oggetti e libri, mentre a sinistra sembra che vi sia un armadio. In basso a destra si trovano dei tessuti, forse gli abiti della donna. Il dipinto ha un'atmosfera intima e familiare, che appartiene a un mondo che Vallotton ha reso immobile e silenzioso.
La donna sembra essere priva di arti inferiori: secondo il catalogo delle opere di Vallotton redatto da Marina Ducrey, questa scelta accosterebbe il soggetto dell'opera agli idoli ritrovati nelle isole Cicladi, in Grecia, e avrebbe anticipato la fotografia Il violino d'Ingres (Le Violon d'Ingres) di Man Ray.

## Nella cultura di massa
Una copia del dipinto ha un ruolo importante nel libro L'ultimo dei Weynfeldt (in tedesco: Der letzte Weynfeldt) dello scrittore svizzero Martin Suter e nell'omonimo adattamento cinematografico del 2010.